# Skårtaryds urskog
Skårtaryds urskog är ett naturreservat i Dädesjö socken i Växjö kommun i Småland (Kronobergs län).
Reservatet är skyddat sedan 1996 och är 30 hektar stort. Det är beläget 2 mil nordost om Växjö och består av naturskog.

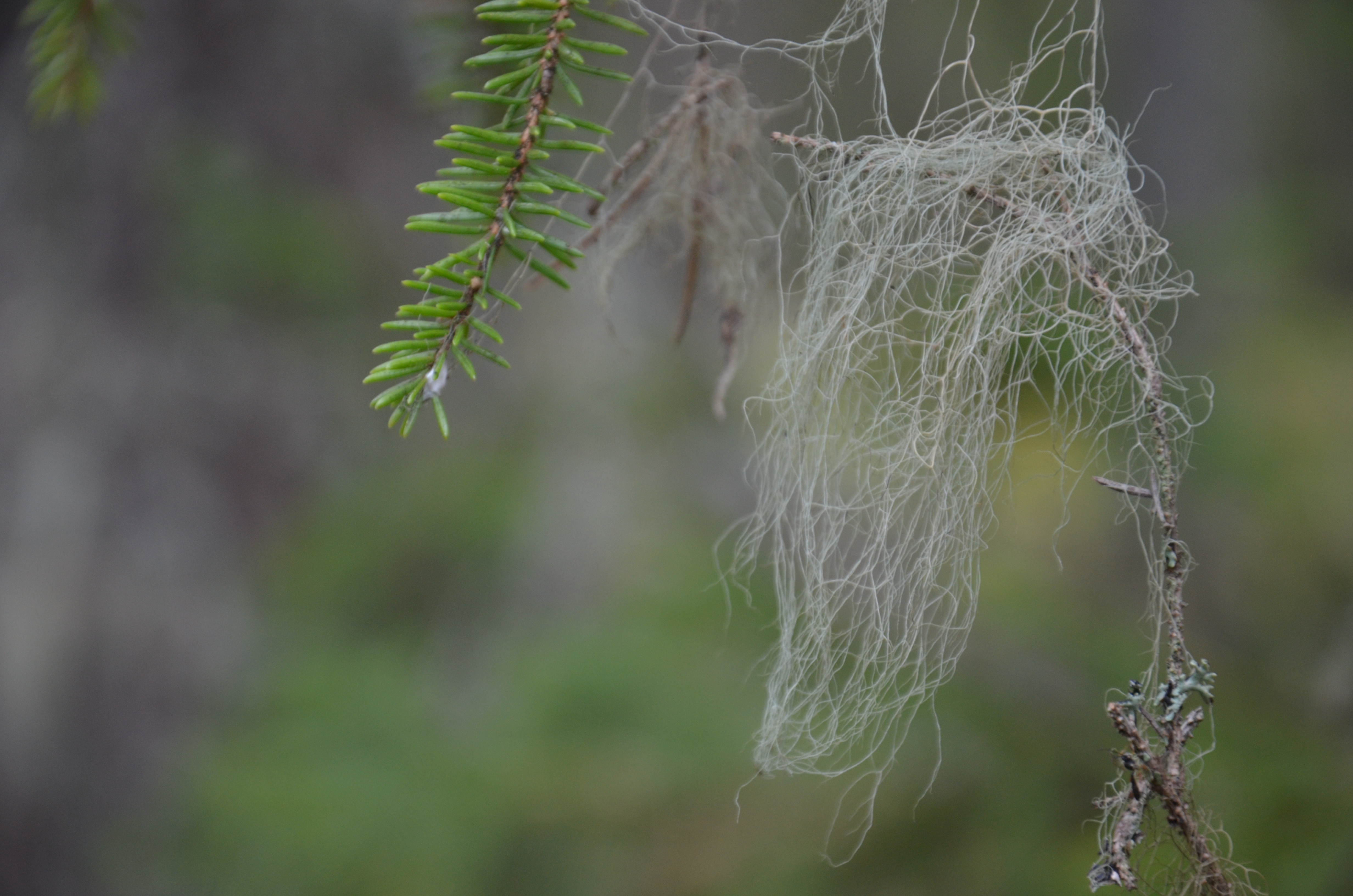
Garnlav

Vid Feresjöns södra del denna urskog som även består av myrmark. I blockig terräng växer gammal barrskog. Träden är upp till 200 år gamla. Det finns mycket gott om död ved i olika nedbrytningsstadier vilket ger goda förutsättningar för ett rikt djur- och växtliv. I detta område kan man bland annat få se tjäder, orre, garnlav, gammelgranslav, talltagel, kattfotslav och korallav.
Genom reservatet går en markerad stig.